# Jeu Sprengers
Mathieu Gerardus Marie "Jeu" Sprengers (Tegelen, 24 de mayo de 1938 – 6 de abril de 2008) fue un dirigente deportivo neerlandés, que ocupó el cargo de Presidente de la Real Asociación Neerlandesa de Fútbol (KNVB) entre 2002 y 2008. Sprengers ocupó este cargo hasta du muerte el 6 de abril de 2008, a los 69 años.